# دهستان فندرسک جنوبی
فندرسک جنوبی، دهستانی است از توابع بخش فندرسک شهرستان رامیان در استان گلستان ایران.

## جمعیت
براساس سرشماری سال ۱۳۸۵ جمعیت آن ۱۶٬۷۱۵ نفر (۳٬۸۹۳ خانوار) بوده‌است.